# Lin Fa Shan
Lin Fa Shan (chinois : 蓮花山) est le sixième plus haut sommet de Hong Kong. Culminant à 766 m sur l'île de Lantau, il est situé entre la ville de Mui Wo et le pic Sunset.